# Estação Tuchinskaia
Tuchinskaia (em russo:  Тушинская) é uma das estações da linha Tagansko-Krasnopresnenskaia (Linha 7) do Metro de Moscovo, na Rússia. Estação «Tuchinskaia» está localizada entre as estações «Shchiukinskaia» e «Skhodnenskaia».